# Antena omnidireccional

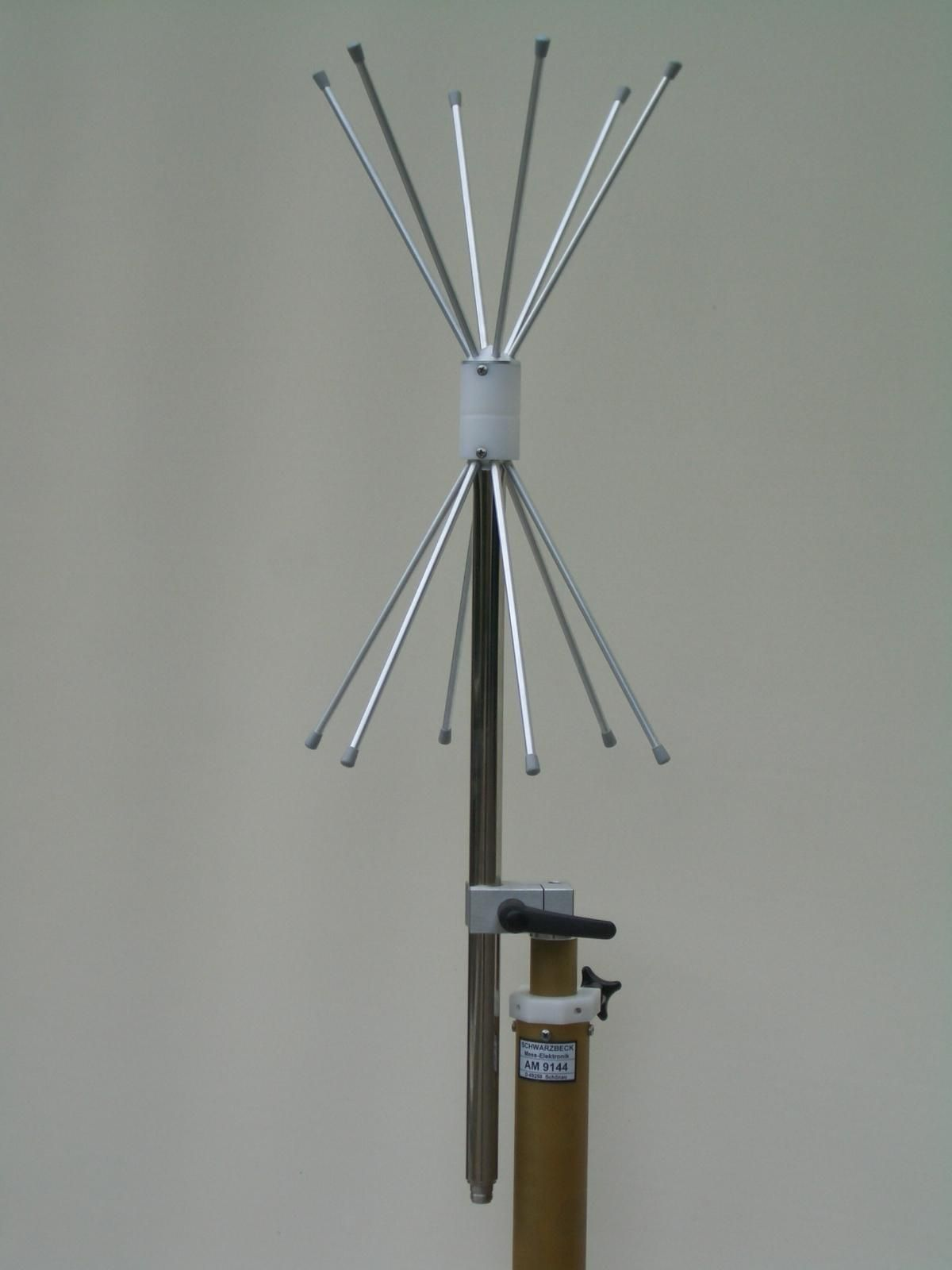
Antena bicònica amb polarització vertical VHF- UHF a freqüencies de 170 – 1100 MHz amb pla H omnidireccional.

Una antena omnidireccional és aquella antena que radia potència de forma uniforme a totes les direccions a l'espai.
L'única antena totalment omnidireccional sobre un pla de 3 dimensions és l'antena isotròpica, una construcció teorica que s'usa com a antena de referència per a calcular el guany d'una antena o la potència efectiva que radia en els sistemes de radiofreqüencia (habitualment emissors i receptors de telecomunicacions). El guany d'antena se sol definir com l'eficiència de l'antena multiplicada per la directivitat (D) i se sol expressar en decibels.
Però en realitat, a la pràctica, considerarem i anomenarem també com a antena omnidireccional a qualsevol antena que proporcioni una radiació uniforme en un dels plans de referència encara que sigui directiva en l'altre. Usualment aquest pla de radiació uniforme serà el pla paral·lel a la superfície de la Terra.

## Realització d'antenes omnidireccionals
Es poden realitzar antenes omnidireccionals en sentit pràctic a través de línies microstrip (OMA) o bé fent ús d'agrupacions de dipols colineals. Aquestes agrupacions estan formades per dipols de mitja longitud d'ona amb un desfassatge suficient per assegurar que tots els corrents dels dipols estan en fase. Una altra forma és l'ús de cables coaxials colinears, les conegudes com a antenes COCO